# Bourg-en-Bresse
Bourg-en-Bresse (Bôrg en arpità, Bourg-en-Bresse en francès) és un municipi francès, capital del departament d'Ain a la regió d'Alvèrnia Roine-Alps. L'any 2013 tenia 40.490 habitants.

## Geografia
La ciutat es troba a 70 km al nord-est de Lió, a 30 km a l'est de Mâcon i a 50 km de Lons-le-Saunier, així com a 120 km a l'oest de Ginebra. És situat a l'oest del Jura, del qual el Revermont n'és l'últim massís, però la ciutat és instal·lada sobre la planura de Bresse. El Reyssouze travessa la ciutat abans de desguassar dins de la Saona.
Una mica apartat del centre (al sud-est) es troba el monestir de Brou.

## Història
Des de l'any 1184 hi ha notícies de la ciutat. Sota el domini del comtat de Savoia, durant el segle xiii, la crònica de la història de la regió de Bresse i d'aquesta ciutat, donat que va ser la seva capital, és inseparable.

## Personatges il·lustres
- Claude-Gaspard Bachet de Méziriac, lingüista, poeta i matemàtic
- Julien Benneteau, jugador professional de tennis
- Gilles Bouvard, ciclista
- François Clerc, futbolista
- Georges Detreille, ciclista
- Antoine Diot, jugador de bàsquet
- Joseph Jêrôme Lalande, astrònom
- Daniel Morelon, ciclista
- Pierre-Luc Périchon, ciclista
- Lluïsa de Savoia
- Edmond Tiersot, metge, polític i escriptor
- Julien Tiersot, compositor i crític musical